# Egüés
Egüés ou Valle de Egüés (em castelhano) ou Eguesibar (em basco) é um município da Espanha na província e comunidade foral (autónoma) de Navarra. Tem 53,28 km² de área e em 2021 tinha 21 556 habitantes (densidade: 404,6 hab./km²).

## Demografia
| Variação demográfica do município entre 1991 e 2004 | Variação demográfica do município entre 1991 e 2004 | Variação demográfica do município entre 1991 e 2004 | Variação demográfica do município entre 1991 e 2004 |
| --------------------------------------------------- | --------------------------------------------------- | --------------------------------------------------- | --------------------------------------------------- |
| 1991                                                | 1996                                                | 2001                                                | 2004                                                |
| 1125                                                | 8467                                                | 3413                                                | 4472                                                |